# Gonzalo Farfán
Gonzalo Farfán Infante (n. 25 de febrero de 1961 en Ciudad de México), es un exjugador y entrenador mexicano de fútbol, que se desempeñaba principalmente como mediocampista ofensivo. Es uno de los jugadores más destacados en la historia de Club América, donde jugó durante diez años y con el que ganó una variedad de títulos, y logró posicionarse como uno de los máximos goleadores y también uno de los que más encuentros oficiales disputó.

## Trayectoria

### Clubes
Farfán comenzó su carrera en 1981 con Atlante, donde fue utilizado regularmente desde la temporada 1981-82. Hizo su debut para los  Potros  en la Liga Mexicana en un juego en el Estadio Azteca contra los Pumas de la UNAM el 1 de noviembre de 1981, que ganó 3-1. Marcó su primer gol en el máximo circuito el 18 de febrero de 1982 en un partido en casa contra Atlas cuando entró como sustituto en el minuto 70, y tres minutos después anota el gol ganador para poner el 1-0.
Al iniciar la temporada 1984-85, fue transferido a América, donde estuvo bajo contrato por los siguientes diez años. Durante este período ganó 4 campeonatos de liga, tres veces la Copa de Campeones de la Concacaf, dos veces el Campeón de Campeones y en 1991 la Copa Interamericana.
Al final de su carrera activa, Farfán estuvo brevemente bajo contrato con Toros Neza, Toluca y Pachuca a mediados de la década de 1990. Su último gol fue con Pachuca, el 25 de agosto de 1996 al marcar el 2-0 contra Toluca (marcador final 3-0). Jugó su último partido en la liga mexicana el 8 de septiembre de 1996 en un empate 0-0 contra Pumas, contra quien había debutado casi 15 años antes.

### Selección nacional
Entre 1984 y 1993 Farfán jugó en 27 partidos con la selección mexicana, en los que marcó un total de cinco goles. Su primer gol con el conjunto nacional fue en su primer juego el 17 de octubre de 1984 contra el Estados Unidos, anotando el gol decisivo en el minuto 65 para el 2-1 final. Marcó sus otros goles internacionales en los amistosos jugados contra Suiza (1:2) y Finlandia (2:1) en febrero de 1985, así como en las victorias por 2-0 contra El Salvador el 23 de febrero de 1989 y el 7 de julio de 1991 contra Costa Rica. Su último partido internacional fue el 22 de septiembre de 1993 contra Camerún (1-0).

### Entrenador
Después de su carrera futbolística, comenzó su trayectoria como entrenador, donde intervino dos veces como director técnico interino para su antiguo equipo América. Debutó el 26 de octubre de 1997 en la jornada 17 del Invierno 1997 como entrenador interino en sustitución de Jorge Solari. Posteriormente retomaría ese rol interino sustituyendo a Alfredo Tena a partir de la jornada 3 del Invierno 2000; esto durante cinco partidos de liga y tres del selectivo Pre Libertadores. Estuvo involucrado como entrenador auxiliar en la consecución del título del Torneo Verano 2002.

## Palmarés

### Campeonatos nacionales
| Título                     | Club    | País   | Año        |
| -------------------------- | ------- | ------ | ---------- |
| Primera División de México | América | México | 1984-85    |
| Primera División de México | América | México | Prode 1985 |
| Primera División de México | América | México | 1987-88    |
| Campeón de Campeones       | América | México | 1987-88    |
| Primera División de México | América | México | 1988-89    |
| Campeón de Campeones       | América | México | 1988-89    |

### Campeonatos internacionales
| Título                  | Club    | Lugar  | Año  |
| ----------------------- | ------- | ------ | ---- |
| Copa Campeones CONCACAF | Atlante | México | 1983 |
| Copa Campeones CONCACAF | América | México | 1987 |
| Copa Campeones CONCACAF | América | México | 1990 |
| Copa Campeones CONCACAF | América | México | 1992 |
| Copa Interamericana     | América | México | 1991 |